# 孝登寺
孝登寺，又名“孝登珠丹德吉林”，位于西藏自治区那曲市色尼区那曲镇，是一座藏传佛教格鲁派寺院。

## 简介
孝登寺是那曲地区最大的藏传佛教格鲁派寺庙，也是拉萨色拉寺在藏北最大的属寺。该寺位于那曲镇西南部。该寺南临贡嘎巴雪山，西南部临桑丹康桑雪山，西接那木热山，和神山塔恰拉姆相拥。藏语“孝登”意为“祈福、延寿”等等。
16世纪初，格鲁派受到藏巴汗迫害，处境十分困难，拉萨色拉寺原籍那曲、安多的僧人为解决个人生计、满足藏北牧民的宗教需求，每年夏季在那曲附近设帐篷开展佛事，从而形成了季节性的帐篷寺庙。清朝康熙十三年（1674年），藏北流行天花病，康熙帝拨出专款进行救济。为此，色拉寺活佛赴那曲地区主持为康熙帝祈福延寿的大型法会，五世達賴将负责此项活动的组织命名为“孝登措巴”，由此该帐篷寺庙被称为“孝登寺”。
珠康活佛洛桑次成旦巴坚参于1724年创建孝登寺。历世珠康活佛担任该寺寺主。1980年代之后，孝登寺由珠康活佛珠康·土登克珠主持。
嘉庆十九年（1814年）该寺扩建，兴建了有12根柱子的石木结构大经堂。该大经堂落成时，摄政第穆呼图克图赠文成公主入藏时带来的释迦牟尼铜像一尊及《甘珠尔》一部，并以九世達賴的名义命名该寺为“孝登珠丹德吉林”。
1904年扩建之后，该寺成为那曲地区最大的格鲁派寺庙，鼎盛时期有近300名僧人，今那曲县、安多县有孝登寺的属寺。该寺的主要建筑有大经堂、强巴佛殿、文殊菩萨殿、护法神殿等等。寺内设显宗学院、密宗学院，藏历每年九月举行格西学位考试。
文化大革命期间，该寺被毁。1980年代重建。到2008年前后，该寺有三层楼大经堂、佛殿、僧舍等建筑，占地面积4万平方米，寺内藏有释迦牟尼铜像、高10米的金铜佛像以及各种镀金佛像、响铜噶当佛塔、古经书、唐卡、法器等等。该寺主供佛为土青玛哈伯德。该寺的主要宗教活动有藏历正月举行的传昭大法会；藏历八月也会举行盛大的佛事活动。2000年，孝登寺被列为那曲县文物保护单位。
2013年7月8日，“西藏佛学院孝登寺分院”正式挂牌成立。
2013年8月1日至8月6日，中共中央政治局常委、全国政协主席俞正声在西藏自治区拉萨市、那曲地区调研，其间曾到大昭寺、哲蚌寺、孝登寺、西藏佛学院。